# Waldbrunn (Westerwald)

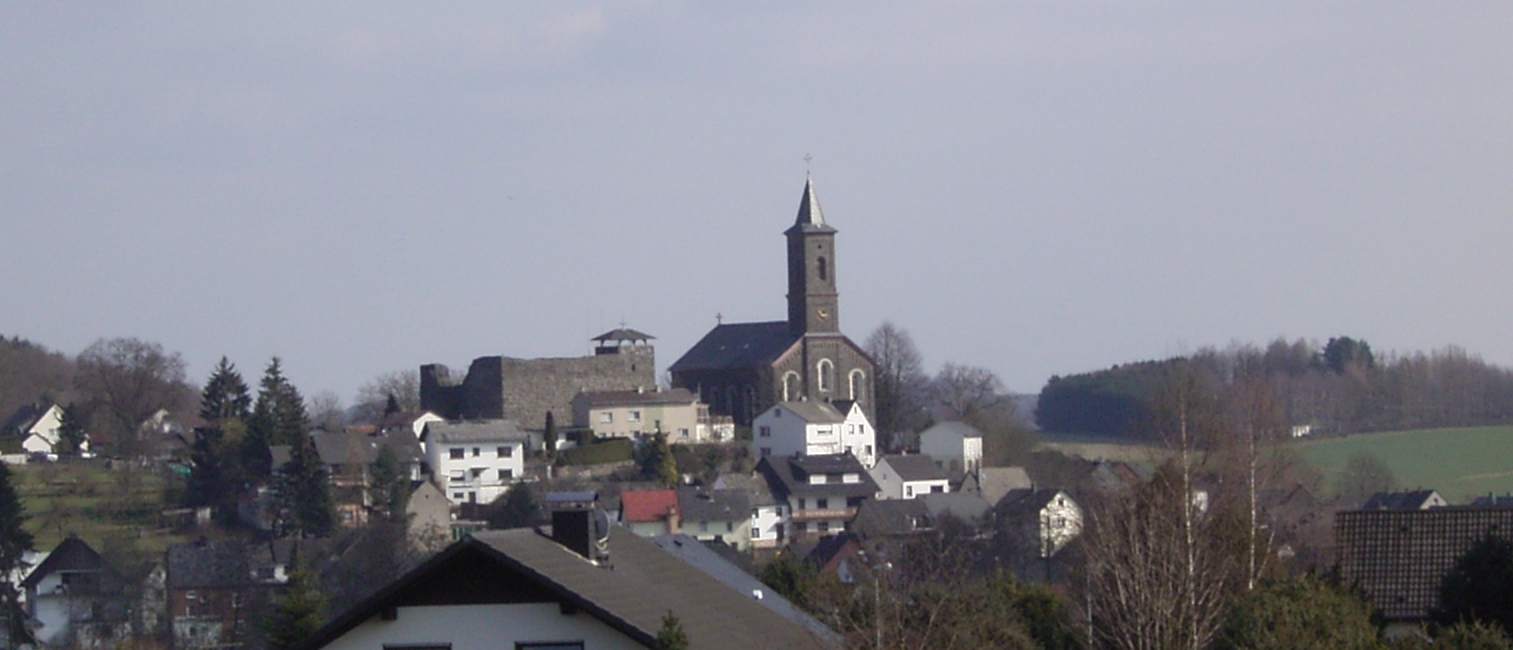
Ansicht von Ellar auf Kirche und Burg

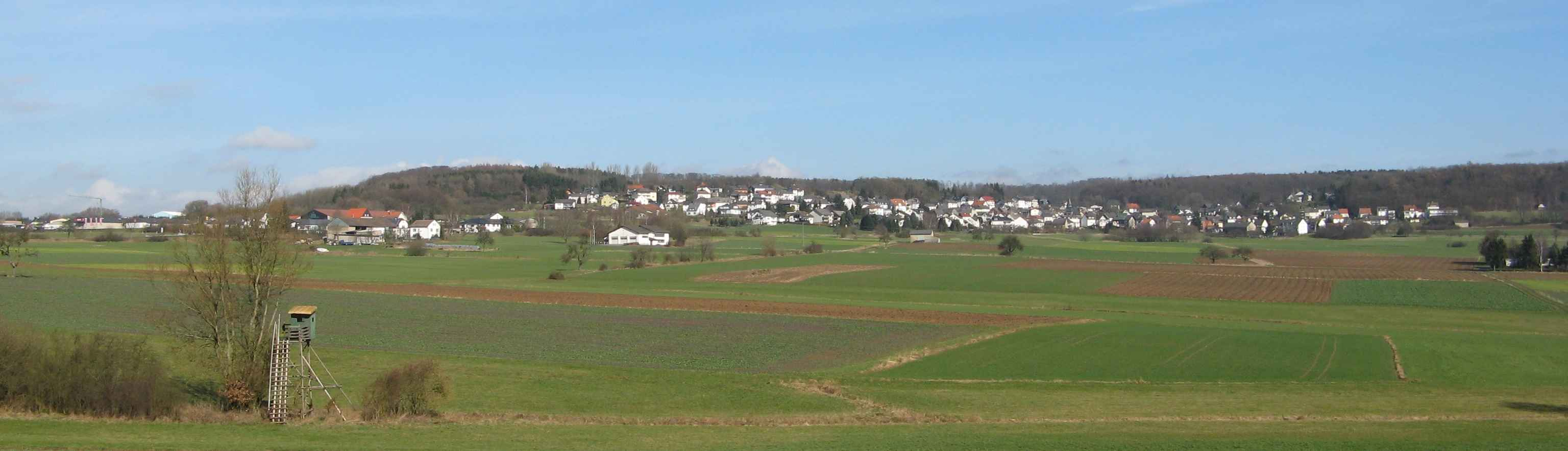
Panoramaansicht von Fussingen

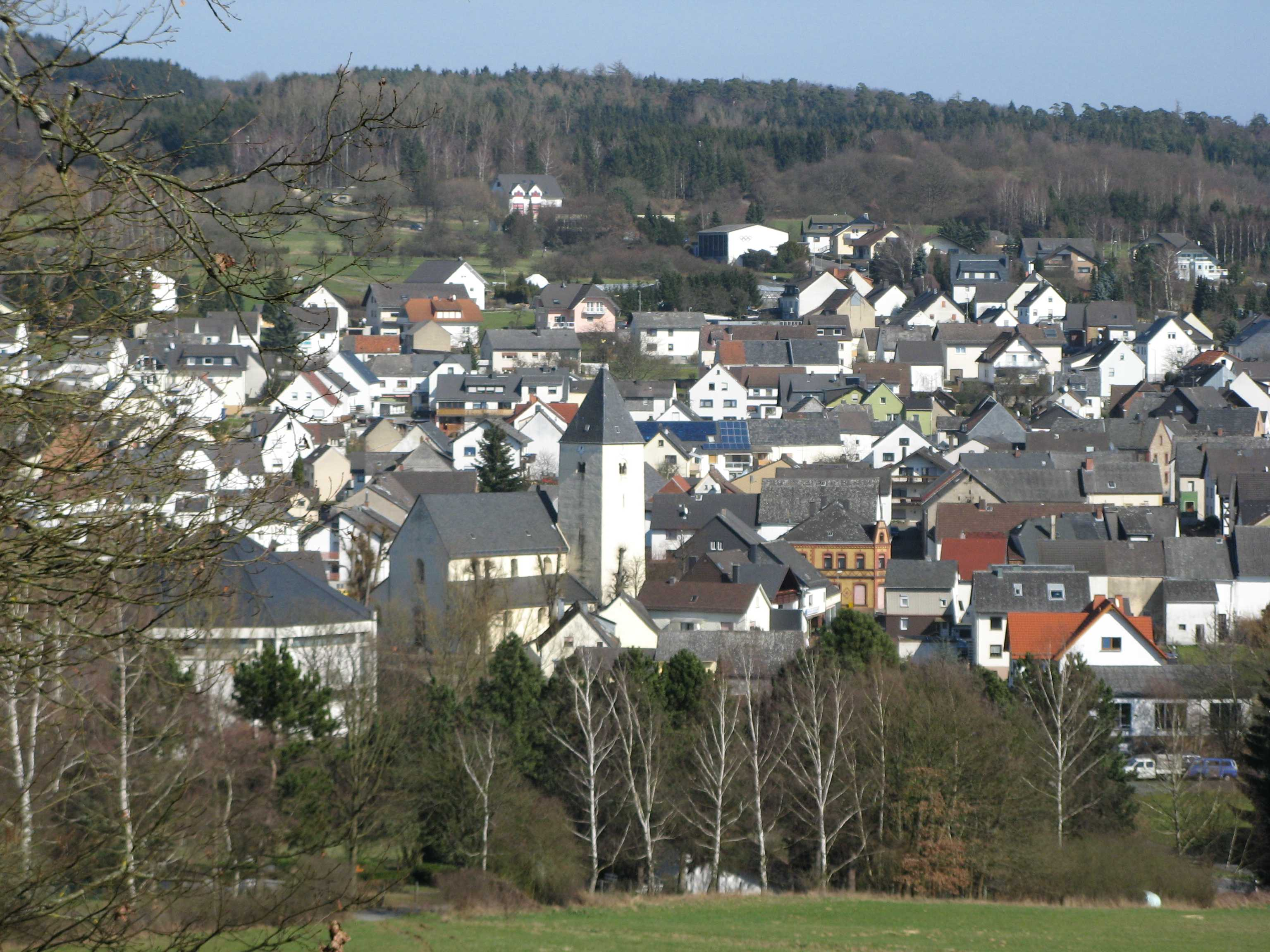
Panoramaansicht von Lahr

Waldbrunn (Westerwald) ist eine Gemeinde mit 5847 Einwohnern (31. Dezember 2024) im mittelhessischen Landkreis Limburg-Weilburg.

## Geographie

### Lage
Waldbrunn liegt im südlichen Westerwald. Der tiefste Punkt der Gemeinde liegt bei 240 m ü. NN, der höchste bei 425. Im Gemeindegebiet entspringt der Kerkerbach, der durch die Orte Fussingen und Lahr fließt. Der Lasterbach fließt durch die Orte Ellar und Hausen und entspringt auf dem nahegelegenen Knoten. 1023 Hektar der Gemeindefläche sind von Wald bedeckt, wovon sich 725 Hektar im Besitz der Gemeinde befinden.

### Nachbargemeinden
Angrenzende Gemeinden und Städte sind (im Uhrzeigersinn beginnend im Norden): Neunkirchen im Westerwaldkreis (Rheinland-Pfalz), Mengerskirchen, Merenberg, Beselich, Hadamar, Elbtal (Hessen), und Dornburg (alle im Landkreis Limburg-Weilburg).

### Gliederung
Die Gemeinde besteht aus fünf Ortsteilen. Die Nummerierung wurde damals so festgelegt, dass dem Ortsteil mit der Hauptpoststelle der Gemeinde die Nummer 1 zugeteilt wurde. Die übrigen bekamen dann im Uhrzeigersinn ihre Ortsnummern zugeordnet:
| Nr. | Ortsteil        | Ew. 1961 | Ew. 1969 | Ew. 1986 | Ew. 2006 | Ew. 2012 | Ew. 2021 |
| --- | --------------- | -------- | -------- | -------- | -------- | -------- | -------- |
| 1   | Ellar           | 881      | 933      | 1130     | 1489     | 1384     | 1315     |
| 2   | Hausen          | 906      | 1010     | 1173     | 1419     | 1290     | 1225     |
| 3   | Fussingen       | 544      | 575      | 705      | 809      | 741      | 828      |
| 4   | Lahr            | 1074     | 1179     | 1333     | 1438     | 1273     | 1341     |
| 5   | Hintermeilingen | 781      | 981      | 1099     | 1313     | 1218     | 1273     |

Sitz der Gemeindeverwaltung ist Fussingen. Auf einzelnen Karten ist die Siedlung Schlagmühle eingezeichnet. Diese gehört zu Hintermeilingen.

## Geschichte

### Gemeindegebiet
Die Gemeinde Waldbrunn ist weitgehend deckungsgleich mit dem ehemaligen Kirchspiel (Cente) Lahr. Dieses war eins der vier Kirchspiele des ehemaligen Amts Ellar. Das Amt Ellar umfasste neben dem Kirchspiel Lahr noch die Zente Frickhofen, Elsoff und Niederzeuzheim (Vier Centen).
Zum Kirchspiel Lahr gehörte bis 1815 noch der Ort Waldernbach (heute Gemeinde Mengerskirchen) und die Wüstungen Wehnaue/Winnau, Wenigen-Reynderroytchen, Brotelbach, Brechtelbach, Gralshofen und Oberhof.
Die älteste Spur menschlicher Besiedlung ist ein Grab der Urnenfelderkultur aus der Späten Bronzezeit nahe Fussingen. Nach der Auswanderung der Ubier im Jahre 38 v. Chr. wird das Gebiet von Usipetern besiedelt.
In der fränkischen Zeit gehörte das Amt Ellar mit den vier Centen zum Niederlahngau mit den Grafen von Diez. Im Jahr 1337 verkauften die Grafen von Diez das Amt Ellar an die Grafen von Katzenelnbogen. 1401 ist Gerhard Kelner der erste belegte Keller der Grafschaft Katzenelnbogen in Ellar.
Von 1491 stammt der älteste erhaltene Abdruck des Siegels des Landgerichtes Ellar, dem Vorläufer des heutigen Gemeindewappens. Das Landgericht war St. Maximinus geweiht. Das Amt Ellar gelangte 1557 an Nassau-Dillenburg.
Durch einen Erbteilungsvertrag gelangte das Amt Ellar 1607 an Nassau-Hadamar. 1609 kommt es zur Hinrichtung der „Greden, Rörichs Johanns Weib“ aus Ellar in Hadamar als verurteilte Hexe. Eine Pestepidemie wütet im Jahr 1614 in Hintermeilingen, Ellar und Lahr.
Die Dörfer des Amtes Ellar wurden 1630 wieder katholisch. Hierzu wurden von Fürst Johann Ludwig von Nassau-Hadamar die Jesuiten beauftragt. Eine Pestepidemie wütet 1636–1637 im Amt Ellar. Das Dorf Obersdorf stirbt komplett aus. Viele Dörfer verlieren die meisten Einwohner. Der Jesuitenpater Rutger Hesselmann macht sich um die Krankenpflege verdient. Er stirbt an der Pest am 30. April 1637. Die Kriegswirren des Dreißigjährigen Krieges führten zu erheblichen Schäden in den Orten. Neben Plünderungen durchziehender Soldaten litt die Bevölkerung an Nahrungsmangel und mehrfach ausbrechenden Seuchen.
Die ersten Anordnungen der Verhütung eines Brandes im Zusammenhang mit häuslichen Feuerstätten in Textform im Kurfürstentum Trier vom 9. Mai 1721 führten auch in Hausen zu erheblichen Verbesserungen der Bauweise der Gebäude.
1736 kam es zum Aufstand der Dörfer Dillhausen, Dorchheim, Dorndorf, Ellar, Fussingen, Frickhofen, Hausen, Hintermeilingen, Mühlbach, Lahr, Langendernbach, Probbach, Waldernbach, Wilsenroth und Winkels gegen die Kriegssteuer, die Fürst Christian von Nassau Dillenburg den Dörfern auferlegt hatte. Der Aufstand, der von Dillenburger und Weilburger Soldaten niedergeschlagen wurde, ging als „Klöppelstreit“ in die Chroniken ein.
Durch Neugliederung in Oranien-Nassau wird 1790 das neue Amt Ellar gegründet. Es umfasste die Kirchspiele Lahr und Frickhofen.
Im Jahr 1806 wird das Amt Ellar in das Großherzogtum Berg eingegliedert. Alle heutigen Ortsteile von Waldbrunn gehören zur Mairie Lahr im Canton Hadamar. Dieser gehört zum Arrondissement Dillenburg und damit zum Département Sieg. 1815 wird das Großherzogtum Berg dem Königreich Preußen zugesprochen. Preußen tauscht jedoch die Mairie Lahr gegen Orte um Wetzlar mit dem Herzogtum Nassau.
Durch Neugliederung des Herzogtums Nassau wird 1816 das Amt Ellar mit dem Amt Hadamar vereinigt. Nach der Annexion des Herzogtums Nassau gehören die Orte zum Königreich Preußen. Im Jahr 1886 wird durch die preußische Kreis- und Provinzialordnung die Nassauische Ämterteilung aufgehoben. Die Waldbrunner Ortsteile gehören nun zum Kreis Limburg; Waldernbach wird dem Oberlahnkreis zugeordnet.

### Gemeindebildung
Die Diskussionen über die Zusammenlegung von Orten im heutigen Gemeindegebiet zogen sich im Rahmen der Gebietsreform in Hessen mindestens von 1970 an hin. Dabei wurde neben der grundsätzlichen Frage der Zusammenlegung vor allem ein größerer Zusammenschluss in der Debatte, der die heutigen Waldbrunn-Orte sowie die der heutigen Nachbargemeinde Elbtal umfassen sollte. Nachdem keine Einigung erzielt wurde, kam es zum 1. Januar 1971 zunächst zum Zusammenschluss von Hintermeilinge und Ellar unter dem gemeinsamen Namen Ellar. Einen Monat später wurde die große Lösung für die künftige Gemeinde durch die Gründung von Elbtal obsolet. Zum 1. Januar 1972 erfolgte der rechtliche und am 1. April der feierlich vollzogene Zusammenschluss der verbleibenden Orte Lahr, Hausen und Fussingen zur neuen Gemeinde Waldbrunn. Der Name war ein Kompromiss der beteiligten Orte, da sich weder durch die herausgehobene Größe eines Orts noch durch ein gemeinsames historisches oder geografisches Merkmal ein anderer Name anbot.
Am 1. Juli 1974 wurde diese Gemeinde Waldbrunn mit der Gemeinde Ellar kraft Landesgesetz zur neuen Gemeinde Waldbrunn zusammengeschlossen.
Für alle ehemals eigenständigen Gemeinden von Waldbrunn wurden Ortsbezirke mit Ortsbeirat und Ortsvorsteher nach der Hessischen Gemeindeordnung gebildet.
Mit Schreiben vom 28. Februar 1973 sprach sich der hessische Innenminister gegen den Namen Waldbrunn als farblos und ortsfremd aus. Zur Unterscheidung von Waldbrunn (Unterfranken) schlug er den Namen Waldbrunn (Hessen) vor. Die Gemeinde trat für den Namen Waldbrunn (Westerwald) ein. Diesen Namen erhielt sie schließlich am 1. Januar 1977.

### Bevölkerung

#### Einwohnerentwicklung
| Waldbrunn: Einwohnerzahlen von 1973 bis 2020                        | Waldbrunn: Einwohnerzahlen von 1973 bis 2020 | Waldbrunn: Einwohnerzahlen von 1973 bis 2020 | Waldbrunn: Einwohnerzahlen von 1973 bis 2020 | Waldbrunn: Einwohnerzahlen von 1973 bis 2020 |
| ------------------------------------------------------------------- | -------------------------------------------- | -------------------------------------------- | -------------------------------------------- | -------------------------------------------- |
| Jahr                                                                |                                              |                                              |                                              | Einwohner                                    |
| 1973                                                                | 1973                                         |                                              | 5.114                                        | 5.114                                        |
| 1975                                                                | 1975                                         |                                              | 5.123                                        | 5.123                                        |
| 1980                                                                | 1980                                         |                                              | 5.169                                        | 5.169                                        |
| 1985                                                                | 1985                                         |                                              | 5.198                                        | 5.198                                        |
| 1990                                                                | 1990                                         |                                              | 5.540                                        | 5.540                                        |
| 1995                                                                | 1995                                         |                                              | 6.099                                        | 6.099                                        |
| 2000                                                                | 2000                                         |                                              | 6.186                                        | 6.186                                        |
| 2005                                                                | 2005                                         |                                              | 6.029                                        | 6.029                                        |
| 2011                                                                | 2011                                         |                                              | 5.846                                        | 5.846                                        |
| 2015                                                                | 2015                                         |                                              | 5.882                                        | 5.882                                        |
| 2020                                                                | 2020                                         |                                              | 5.787                                        | 5.787                                        |
| Quelle(n): Hessisches Statistisches Informationssystem; Zensus 2011 |                                              |                                              |                                              |                                              |

#### Einwohnerstruktur
Nach den Erhebungen des Zensus 2011 lebten am Stichtag, dem 9. Mai 2011, in Waldbrunn 5846 Einwohner. Nach dem Lebensalter waren 1068 Einwohner unter 18 Jahren, 2514 zwischen 18 und 49, 1260 zwischen 50 und 64 und 1005 Einwohner waren älter. Unter den Einwohnern waren 336 (5,7 %) Ausländer, von denen 106 aus dem EU-Ausland, 194 aus anderen europäischen Ländern und 37 aus anderen Staaten kamen. Bis zum Jahr 2020 erhöhte sich die Ausländerquote auf 10,2 %. Die Einwohner lebten in 2367 Haushalten. Davon waren 636 Singlehaushalte, 657 Paare ohne Kinder und 819 Paare mit Kindern, sowie 207 Alleinerziehende und 48 Wohngemeinschaften. In 465 Haushalten lebten ausschließlich Senioren und in 1650 Haushaltungen leben keine Senioren.

#### Religionszugehörigkeit
| • 1987: | 547 evangelische (= 10,8 %), 4311 katholische (= 84,8 %), 225 sonstige (= 4,4 %) Einwohner    |
| • 2011: | 1038 evangelische (= 17,8 %), 3773 katholische (= 64,5 %), 1035 sonstige (= 17,7 %) Einwohner |

## Religion
Die Bevölkerung ist überwiegend römisch-katholisch geprägt.

## Politik

### Gemeindevertretung
Die Kommunalwahl am 14. März 2021 lieferte folgendes Ergebnis, in Vergleich gesetzt zu früheren Kommunalwahlen:
| Sitzverteilung in der Gemeindevertretung 2021Insgesamt 31 Sitze - SPD: 6 - BLW: 11 - CDU: 13 - AfD: 1 | Parteien und Wählergemeinschaften | Parteien und Wählergemeinschaften           | 2021  | 2021  | 2016  | 2016  | 2011  | 2011  | 2006  | 2006  | 2001  | 2001  |
| Sitzverteilung in der Gemeindevertretung 2021Insgesamt 31 Sitze - SPD: 6 - BLW: 11 - CDU: 13 - AfD: 1 | Parteien und Wählergemeinschaften | Parteien und Wählergemeinschaften           | %     | Sitze | %     | Sitze | %     | Sitze | %     | Sitze | %     | Sitze |
| Sitzverteilung in der Gemeindevertretung 2021Insgesamt 31 Sitze - SPD: 6 - BLW: 11 - CDU: 13 - AfD: 1 | CDU                               | Christlich Demokratische Union Deutschlands | 42,8  | 13    | 45,8  | 14    | 48,75 | 15    | 57,2  | 18    | 56,5  | 17    |
| Sitzverteilung in der Gemeindevertretung 2021Insgesamt 31 Sitze - SPD: 6 - BLW: 11 - CDU: 13 - AfD: 1 | BLW                               | Bürgerliste Waldbrunn                       | 36,8  | 11    | 33,0  | 10    | 29,97 | 9     | 23,6  | 7     | 22,1  | 7     |
| Sitzverteilung in der Gemeindevertretung 2021Insgesamt 31 Sitze - SPD: 6 - BLW: 11 - CDU: 13 - AfD: 1 | SPD                               | Sozialdemokratische Partei Deutschlands     | 17,5  | 6     | 21,2  | 7     | 21,28 | 7     | 19,2  | 6     | 21,4  | 7     |
| Sitzverteilung in der Gemeindevertretung 2021Insgesamt 31 Sitze - SPD: 6 - BLW: 11 - CDU: 13 - AfD: 1 | AfD                               | Alternative für Deutschland                 | 2,9   | 1     | –     | –     | –     | –     | –     | –     | –     | –     |
| Sitzverteilung in der Gemeindevertretung 2021Insgesamt 31 Sitze - SPD: 6 - BLW: 11 - CDU: 13 - AfD: 1 | Gesamt                            | Gesamt                                      | 100,0 | 31    | 100,0 | 31    | 100,0 | 31    | 100,0 | 31    | 100,0 | 31    |
| Sitzverteilung in der Gemeindevertretung 2021Insgesamt 31 Sitze - SPD: 6 - BLW: 11 - CDU: 13 - AfD: 1 | Wahlbeteiligung in %              | Wahlbeteiligung in %                        | 51,3  | 51,3  | 49,0  | 49,0  | 48,8  | 48,8  | 47,5  | 47,5  | 59,2  | 59,2  |

### Bürgermeister
Nach der hessischen Kommunalverfassung wird der Bürgermeister für eine sechsjährige Amtszeit gewählt, seit dem Jahr 1993 in einer Direktwahl, und ist Vorsitzender des Gemeindevorstands, dem in der Gemeinde Waldbrunn neben dem Bürgermeister ehrenamtlich ein Erster Beigeordneter und acht weitere Beigeordnete angehören. Bürgermeister ist seit dem 15. August 2014 Peter Blum. Er wurde als Nachfolger von Lothar Blättel, der nach vier Amtszeiten nicht mehr kandidiert hatte, am 23. März 2014 in einer Stichwahl bei 52,2 Prozent Wahlbeteiligung mit 58,5 Prozent der Stimmen gewählt. Es folgte eine Wiederwahl im März 2020.
Amtszeiten der Bürgermeister
- 2014–2026 Peter Blum[19]
- 1990–2014 Lothar Blättel[20]

### Hoheitszeichen

Bannerflagge

Die Gemeinde Waldbrunn (Westerwald) führt ein Dienstsiegel, ein Wappen und eine Flagge.
| Wappen der Gemeinde Waldbrunn (Westerwald) | Blasonierung: „Gespalten von Gold und Blau, rechts ein roter Löwe, blau gezungt und blau bewehrt, links ein goldener Löwe, rot gezungt und rot bewehrt im mit goldenen aufrechten Schindeln bestreuten Feld.“ |
| Wappen der Gemeinde Waldbrunn (Westerwald) | Wappenbegründung: Das Wappen zeigt rechts den Löwen der Grafschaft Katzenelnbogen in Rot auf Gold und links des Löwen des Hauses Nassau in Gold auf Blau. Es wird seit 1964 von der Gemeinde Ellar geführt und wurde durch Beschluss im Jahr 1977 für die Gesamtgemeinde übernommen. Es symbolisiert die historische Zugehörigkeit des alten Amtes Ellar zur Grafschaft Katzenelnbogen und zum Haus Nassau. |

### Gemeindepartnerschaften
Die Gemeinde Waldbrunn selbst hat keine Partnergemeinde, hingegen unterhält der Ortsteil Ellar eine Partnerschaft mit Oststeinbek bei Hamburg und die Freiwillige Feuerwehr des Ortsteils Hintermeilingen pflegt eine Partnerschaft zu Waldbrunn in Unterfranken.

## Kultur und Sehenswürdigkeiten

### Bauwerke
Waldbrunn hat einige Sehenswürdigkeiten zu bieten:
- Ellar
  - die Burg Ellar
  - die Alte Schmiede (Teil des Heimatmuseums)
  - das Ludwig-Bös-Haus (Heimatmuseum)
  - die kath. Kirche „St. Maximinus“ (erbaut 1843)
  - die Reste der Stadtmauer mit Hungerturm (14. Jahrhundert)
  - der ehemalige jüdische Friedhof

- Hausen:
  - die kath. Kirche „St. Laurentius“
- Fussingen
  - die kath. Kirche „St. Leonhard“
- Lahr
  - die romanische Pfeilerbasilika „Johannes Enthauptung“ (13. Jahrhundert)
  - die oktogonale neue Kirche „Johannes Enthauptung“
  - der historische Friedhof
  - das historische Pfarrhaus (16. Jahrhundert)
  - das Backhaus im alten Rathaus
- Hintermeilingen:
  - die kath. Kirche „Maria Verkündigung“

Sehenswürdigkeiten in Waldbrunn
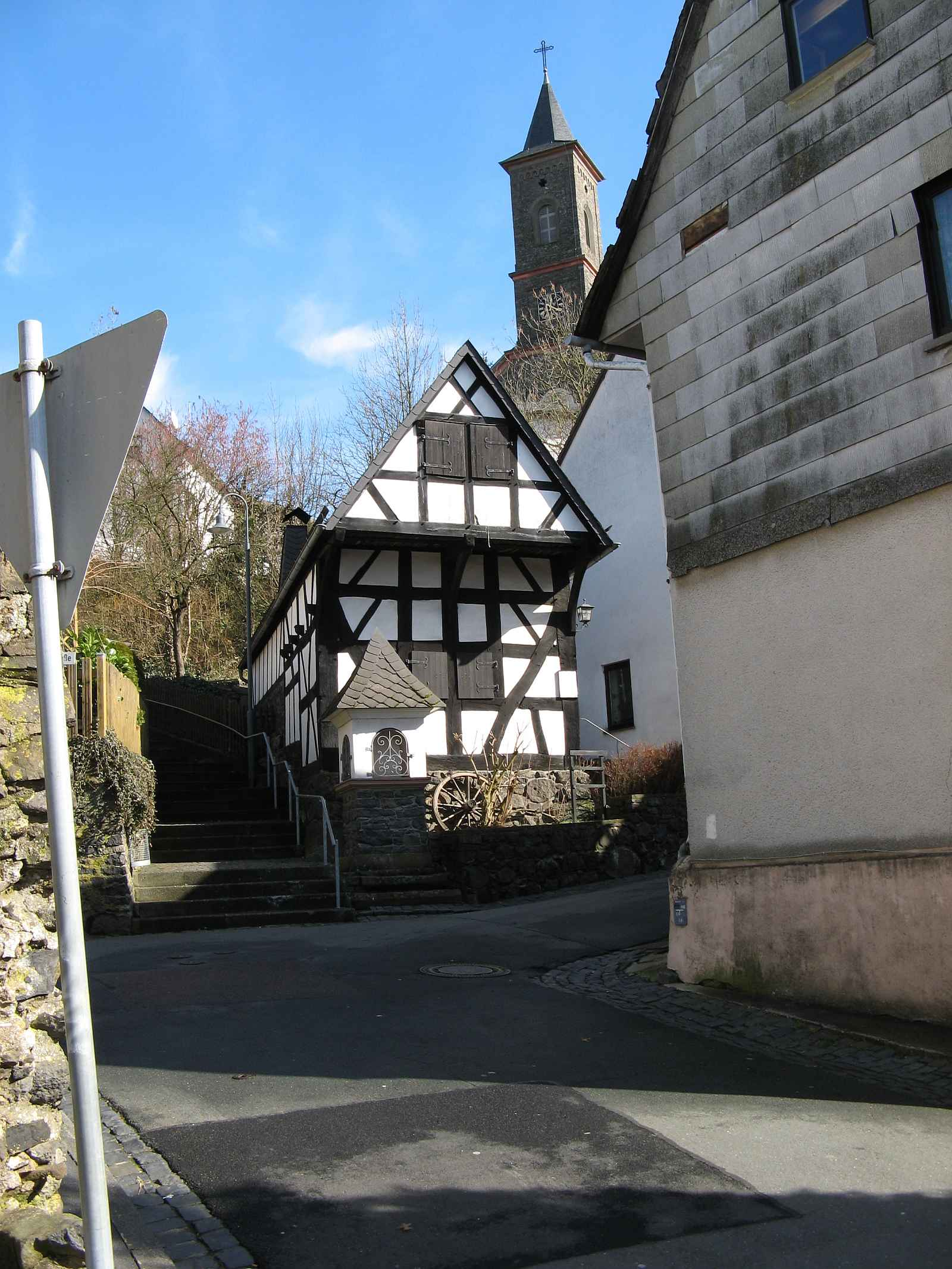
Alte Schmiede Ellar
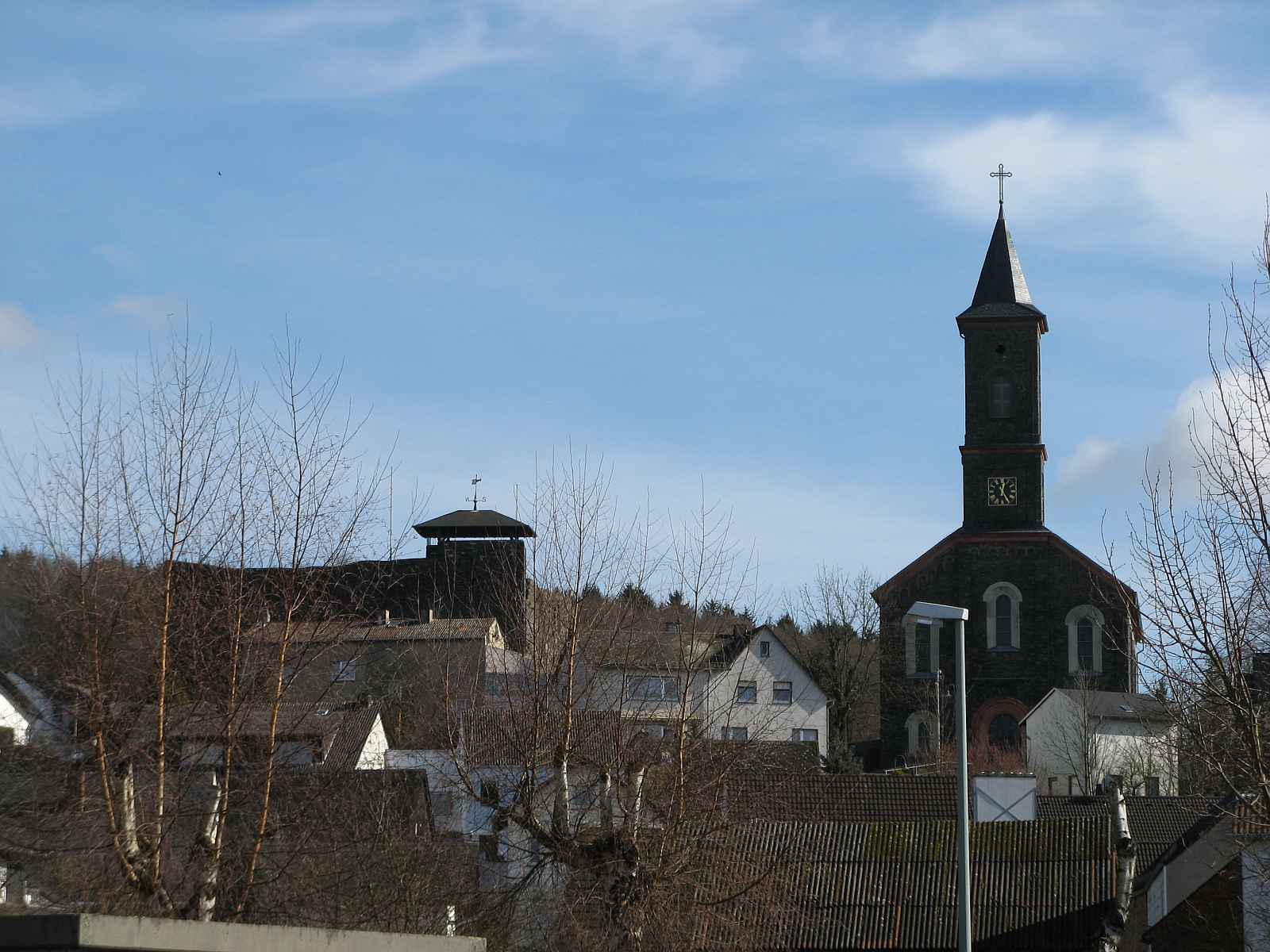
Ellar: Burg und Kirche
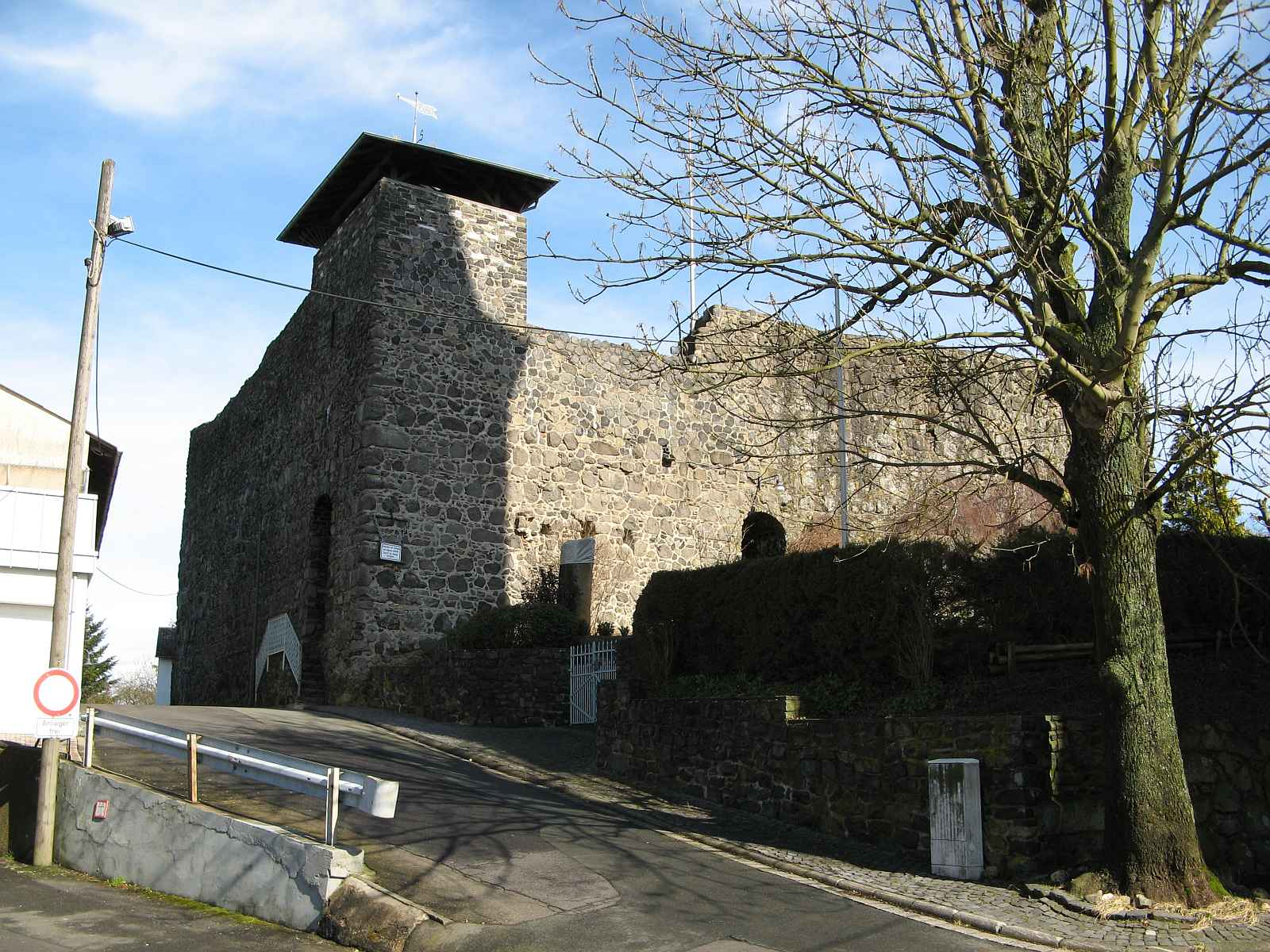
Burg Ellar
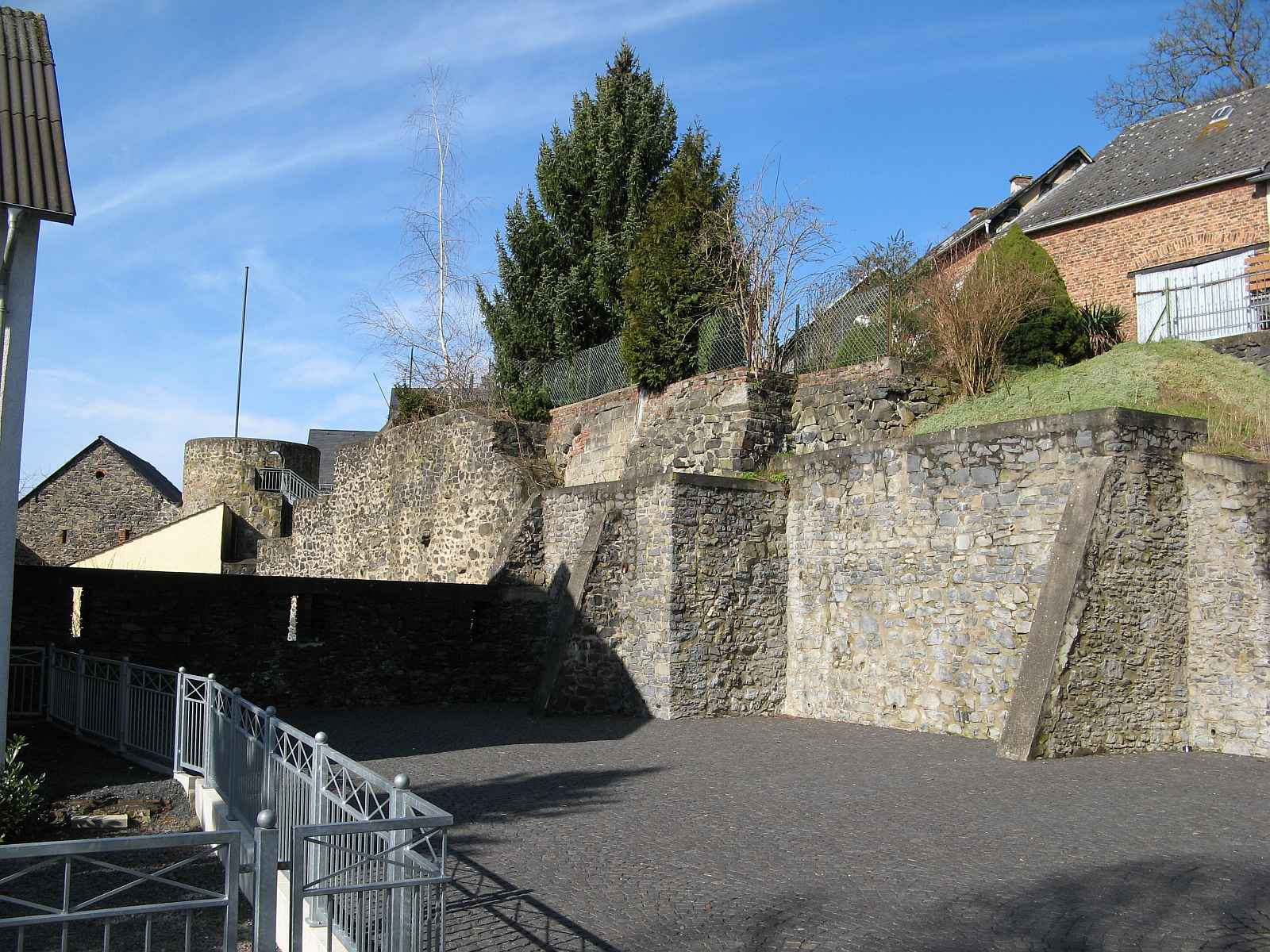
Reste der Stadtmauer Ellar
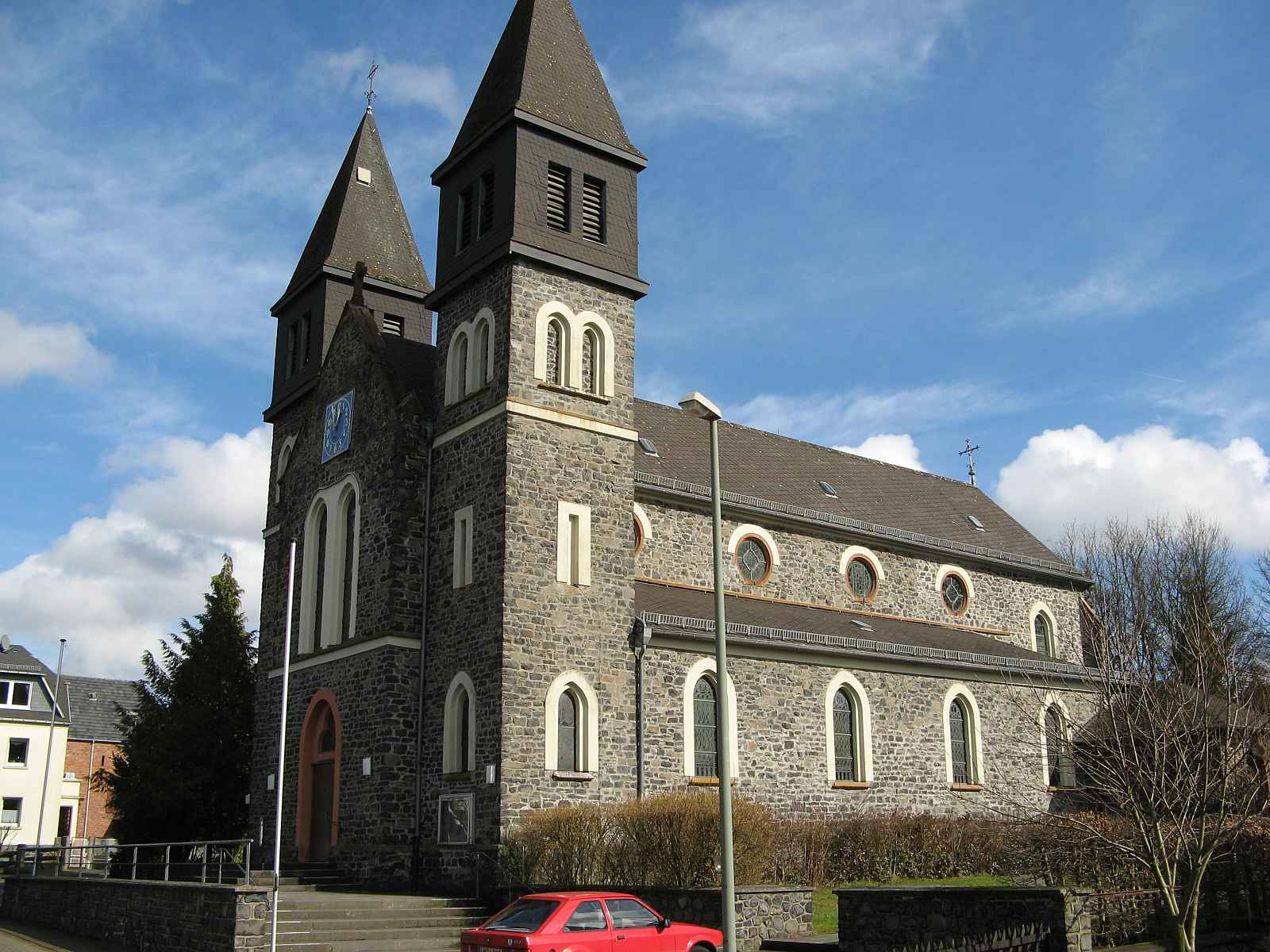
Hausen kath. Kirche
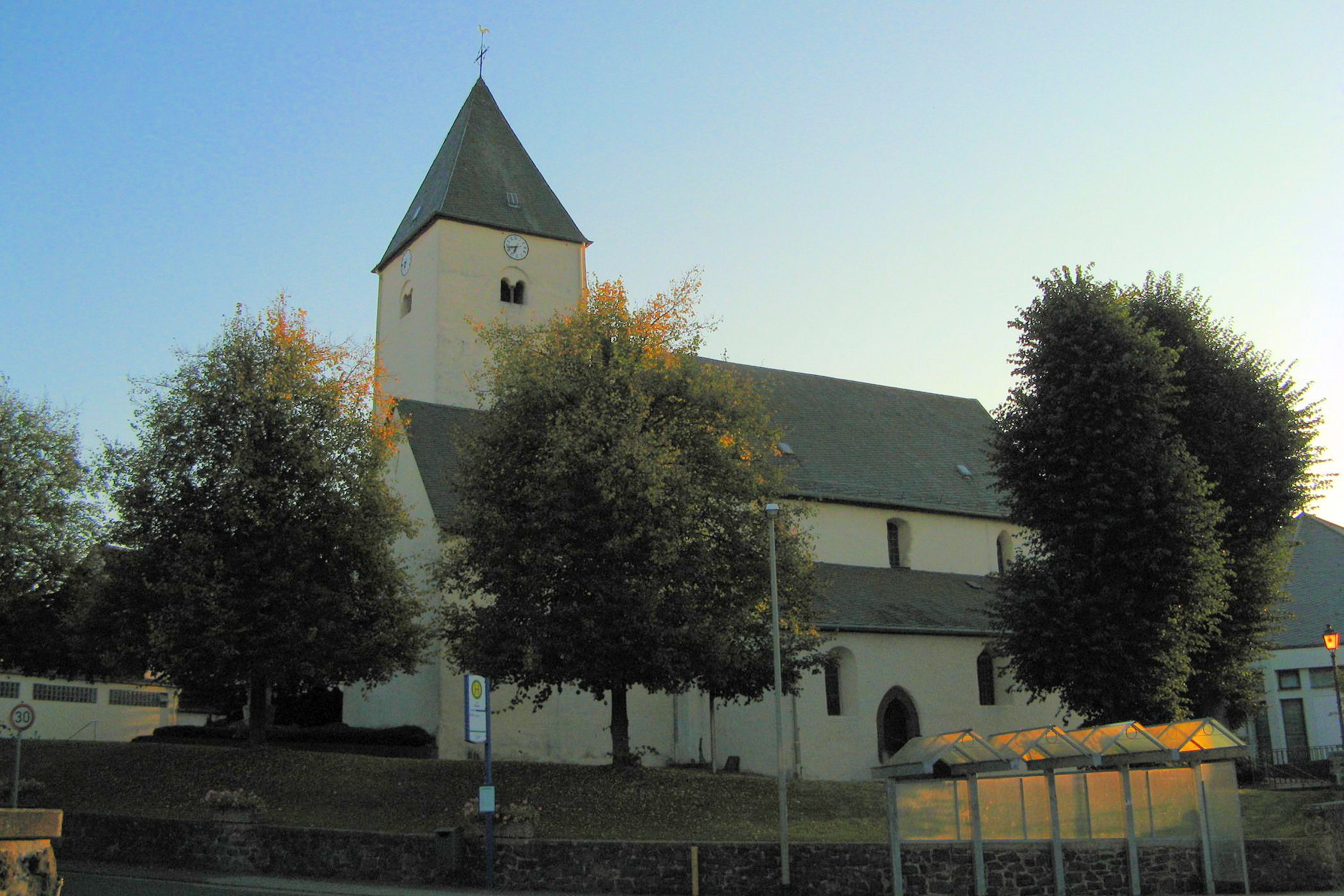
Romanische Pfeilerbasilika in Lahr
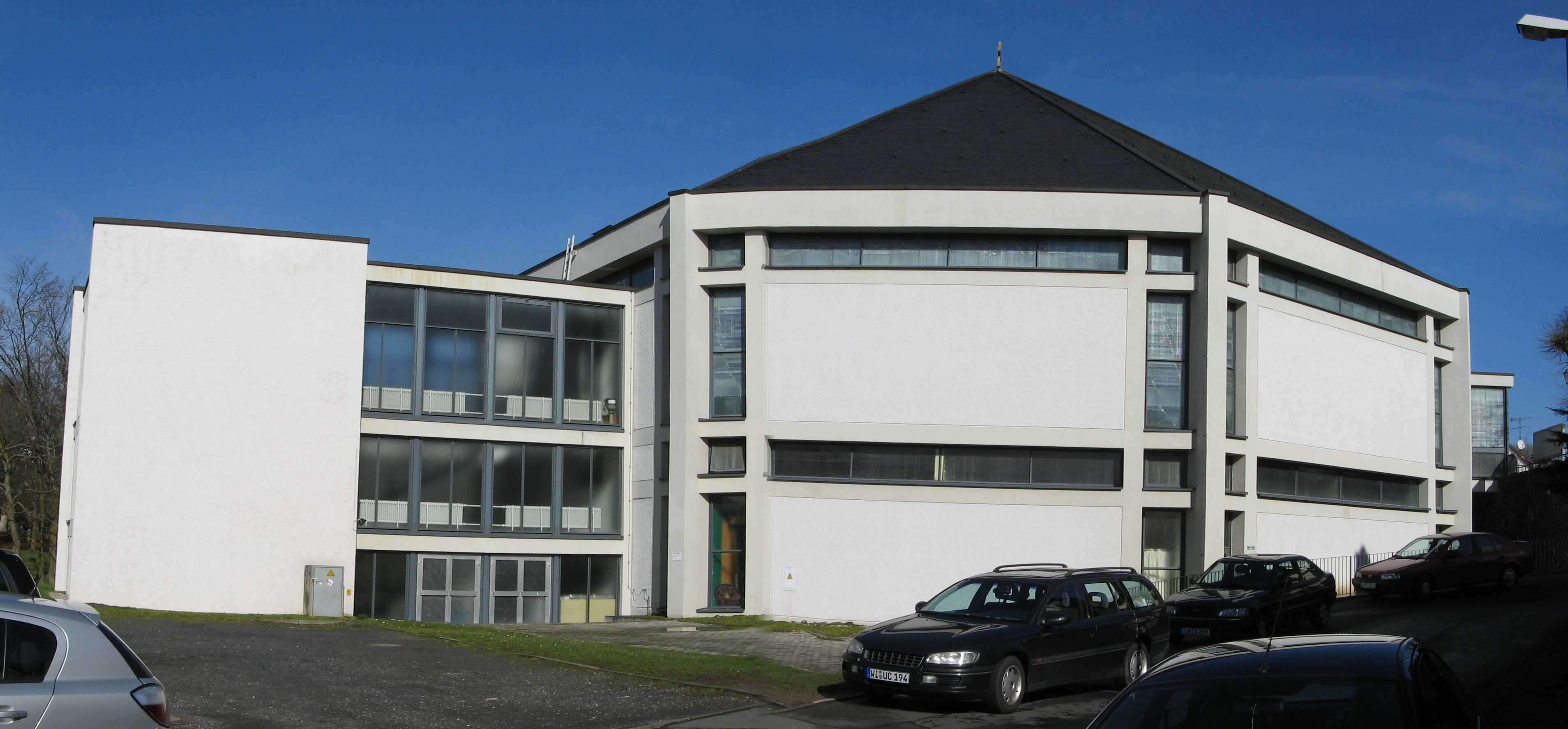
Neue Kirche in Lahr
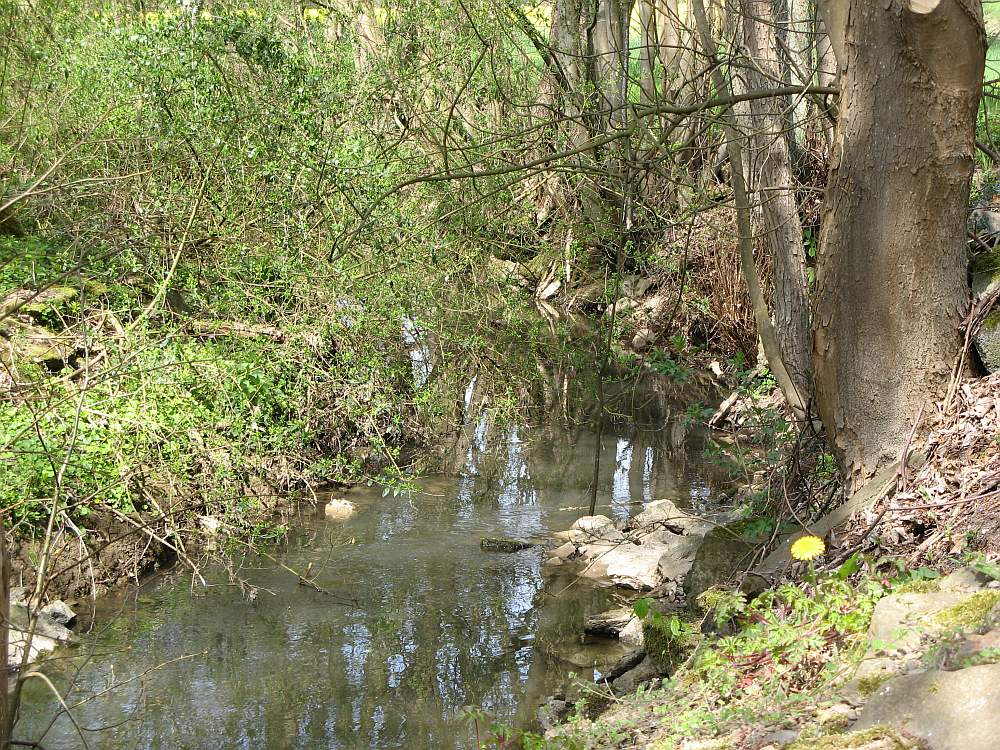
Kerkerbach bei der Schlagmühle

### Museen
In Ellar ist ein Heimatmuseum eingerichtet. Es umfasst die Sammlung im Ludwig-Bös-Haus, die noch funktionstüchtige Alte Schmiede sowie die Reste der alten Stadtmauer.
In Hintermeilingen wurde am 16. Juli 2006 der Hintermeilinger Geschichts- und Museumsverein gegründet. Er hat sich zum Ziel gesetzt, das alte Rathaus in Hintermeilingen zu einem Heimatmuseum auszubauen.
In Fussingen existiert seit dem Jahr 2011 ein Feuerwehrmuseum.

### Musik
In Lahr besteht seit 1839 einer der ältesten Westerwälder Gesangsvereine. In den anderen Ortsteilen bestehen ebenfalls Gesangsvereine. Darüber hinaus besteht die Original Waldbrunner Blaskapelle des Musikverein Fussingen. In Ellar besteht das Blasorchester der Freiwilligen Feuerwehr Ellar, das sich im Jahr 1932 gründete.

## Wirtschaft und Infrastruktur

### Verkehr
Die Gemeinden Merenberg und Beselich sind auf der vierspurigen Bundesstraße 49 erreichbar, Elbtal über die Bundesstraße 54. Durch die Stilllegung der Kerkerbachbahn existiert seit Juni 1958 kein Schienenanschluss für den Personenverkehr mehr. Der nächste Bahnhof befindet sich in Limburg mit Regionallinien unter anderem nach Koblenz, Gießen, Frankfurt am Main und Au (Sieg). Der ICE-Bahnhof Limburg Süd an der Schnellfahrstrecke Köln–Rhein/Main bietet Verbindungen im Schienenpersonenfernverkehr. Die Entfernung zum Flughafen Frankfurt beträgt etwa 80 km.

### Unternehmen
Im Jahr 2007 waren in Waldbrunn 385 Gewerbebetriebe mit 550 Arbeitsplätzen angemeldet.

### Bildung
Es gibt Grundschulen in den Ortsteilen Ellar, Hausen, Lahr und Hintermeilingen. Die Kinder aus Fussingen besuchen die Grundschule Hausen.
Waldbrunn (außer Ellar) gehört zum Einzugsbereich der Haupt- und Realschule Westerwaldschule. Ellar gehört zum Einzugsbereich der Mittelpunktschule St. Blasius in Frickhofen.
Das nächste Gymnasium ist in Hadamar, zudem können weiterführende Schulen in Limburg an der Lahn besucht werden.

### Feuerwehren
- Freiwillige Feuerwehr Ellar, gegründet 1929 (seit 1931 mit Blasorchester, seit dem 10. Februar 1968 mit Jugendfeuerwehr und seit Januar 2017 mit Kinderfeuerwehr)
- Freiwillige Feuerwehr Fussingen, gegründet 1933 (seit dem 13. Mai 1977 mit Jugendfeuerwehr)
- Freiwillige Feuerwehr Hausen, gegründet 1913 (seit dem 1. September 1972 mit Jugendfeuerwehr)
- Freiwillige Feuerwehr Hintermeilingen, gegründet 1934 (seit dem 19. Mai 1982 mit Jugendfeuerwehr)
- Freiwillige Feuerwehr Lahr, gegründet 1907 (seit dem 26. Oktober 1977 mit Jugendfeuerwehr und seit 2. Mai 2009 mit Kinderfeuerwehr)

## Persönlichkeiten

### Ehrenbürger
- Walter Rudersdorf (1926–2015), Lehrer und Heimatforscher

### Söhne und Töchter der Gemeinde
- Paul Grimm (1926–2018), Bildhauer und Maler

### Persönlichkeiten die mit der Gemeinde in Verbindung stehen
- Anton Hoen (1540/41–1587), Landschreiber, Befehlshaber und Amtsverweser
- Emil Bartoschek (1899–1969), deutscher Maler
- Hildegard Grunert (1920–2013), deutsche Keramikerin